# Referéndum constitucional de Ecuador de 1869
El Referéndum constitucional de Ecuador de 1869', ''conocido simplemente como Plebiscito nacional de Ecuador de 1869, fue realizado el 18 de julio de dicho año, siendo así la primera consulta popular en la historia del Ecuador. El objetivo de este referéndum era la aprobación de una nueva carta magna. La Constitución de 1869, impulsada por el Presidente Gabriel García Moreno, obtuvo un contundente SÍ en las urnas.

## Antecedentes
García Moreno necesitaba de una nueva Constitución para ejecutar sin trabas su proyecto de modernización y centralización unificadora. Con el fin de asegurarse de que se la expidiera con prontitud, disminuyó el número de convencionales (asambleístas) a un total de 30. 
La Convención nacional estaba integrada en su mayoría por partidarios de García Moreno, el cual ostentaba la Presidencia Interina. Hubo entre ellos dos ministros de Estado en ejercicio, dos generales, un teniente coronel, un obispo, tres sacerdotes y dos cuñados del presidente. La Asamblea Constituyente duró 104 días y sesionó también casi todas las noches. Promulgó la octava Constitución, reformó los códigos Civil y de Enjuiciamiento Penal y Militar; dictó leyes de elecciones, caminos vecinales, cajas de ahorro y bancos hipotecarios; y eligió presidente.
Como García Moreno había jurado por Dios que no aceptaría el mando aunque fuese elegido, renunció con piola. Veintisiete de los 27 convencionales presentes rechazaron la renuncia. La ceremonia de aceptación en la iglesia de la Compañía de Jesús tuvo la sacralidad de un acto litúrgico.

## Proyecto de Constitución
De acuerdo al texto, la Constitución, además de dar poderes absolutos al mandatario, permitía declarar estado de sitio durante los recesos legislativos, le facultaba designar a los jueces, ampliaba el período presidencial a seis años, daba paso a la reelección inmediata, le dejaba remover a empleados públicos sin fórmula de juicio y concedía la pena de muerte.

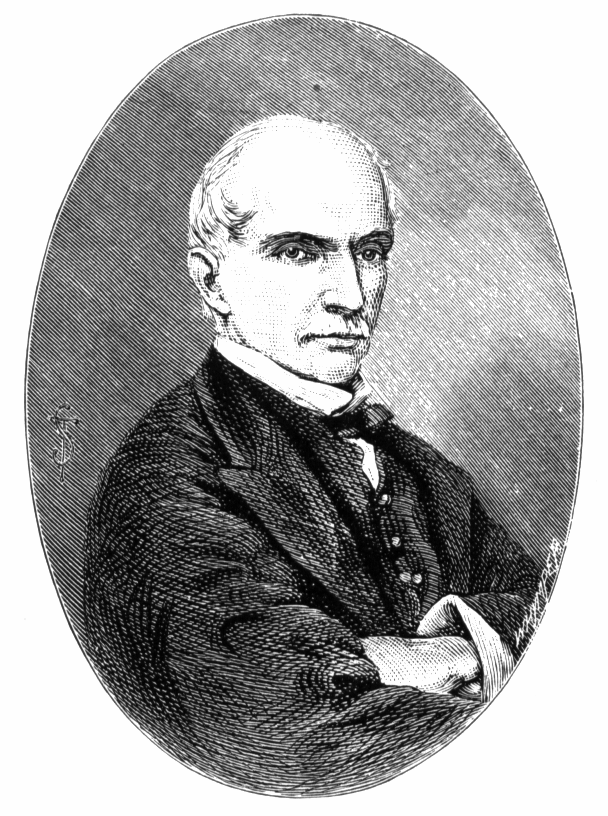
Gabriel García Moreno dictó la octava Constitución Política del Ecuador.

## La Constitución
En el año 1869 se crea la octava Constitución de la República del Ecuador, la cual fue denigrada con el nombre de "Carta Negra" por los opositores del Gobierno.
Incluía las siguientes disposiciones:
- El Poder Ejecutivo lo ejerce el presidente por un período de seis años, con reelección permitida en una primera vez pero para una segunda reelección, debería transcurrir un intervalo de un período presidencial. El poder se centraliza en el presidente de la República o Poder Ejecutivo, con potestad de incluso nombrar magistrados del Poder Judicial, durante un receso del Congreso.

- El Poder Legislativo lo integran las dos cámaras, denominadas de Senadores y de Diputados; los primeros elegidos para nueve años y los segundos para seis años. Para ser senador se necesita tener 35 años, una propiedad raíz de cuatro mil pesos o renta anual de 500; para ser diputado, solamente la edad de 25 años.

- Para ser ciudadano se requería saber leer y escribir, ser mayor de 21 años y profesar la religión católica.

## Resultado de la consulta popular
La Constitución fue refrendada en el plebiscito de julio de 1869 por 13.640 votos para el sí y 514 para el no.
| Opción         | Votos  | %      |
| -------------- | ------ | ------ |
| SÍ             | 13.640 | 96.36% |
| NO             | 514    | 3.64%  |
| Total de votos | 14154  | 100%   |

## Consecuencias
La Constitución excluyó el culto público y privado de las demás religiones, impuso la religión católica a los ecuatorianos y obligó a los poderes públicos a protegerla y hacerla respetar. 
El historiador G. Cevallos García opina lo siguiente: 

La Carta Política merece atenta consideración, pues vale por todo un trasunto de la ideología garciana. Cubierta de epítetos denigrantes por la oposición radical y militarista, ha sido mal entendida por muchos, olvidando que su perdurabilidad a través de otras constituciones posteriores la justifica plenamente.

Pasarían 109 años para la realización de un nuevo referéndum constitucional que sería convocado en 1978 por el Consejo Supremo de Gobierno. 